# Stepan Stepanovič Andrejevski
Stepan Stepanovič Andrejevski (rusko Степа́н Степа́нович Андрее́вский), ruski general, * 1784, † 1843.
Bil je eden izmed pomembnejših generalov, ki so se borili med Napoleonovo invazijo na Rusijo; posledično je bil njegov portret dodan v Vojaško galerijo Zimskega dvorca.

## Življenje
30. junija 1799 je postal kadet v konjeniškem polku in marca 1801 je bil povišan v korneta. 28. novembra 1809 je postal polkovnik. 
Udeležil se je bitke narodov in v veliki patriotski vojni. Zaradi izkazanega poguma v bitki za Kulm je bil povišan v generalmajorja. Po vojni se je upokojil 31. avgusta 1814. 
27. februarja 1819 je bil aktiviran in postal poveljnik ulanskega polka; po sedmih mesecih je postal poveljnik 2. brigade lahke gardne konjeniške divizije. 2. julija 1828 je bil dokončno upokojen.